# Ricardo Mendieta
Ricardo Mendieta Olmos (Managua, Nicaragua, 19 de enero de 1995) es un futbolista profesional nicaragüense que juega como delantero en el FC San Francisco Masachapa de Liga Primera de Nicaragua. Es internacional con la selección nacional de Nicaragua.

## Selección nacional
Debutó internacionalmente el 14 de octubre de 2019, anotando en el último minuto en una victoria por 0-4 contra Dominica, lo que llevó al descenso de Dominica a la Liga C en la Liga de Naciones de CONCACAF.

### Goles internacionales
Las puntuaciones y los resultados enumeran el recuento de goles de Nicaragua en primer lugar.
| N.º | Fecha                 | Sede                             | Adversario | Gol  | Resultado | Competencia                         |
| --- | --------------------- | -------------------------------- | ---------- | ---- | --------- | ----------------------------------- |
| 1.  | 14 de octubre de 2019 | Parque Windsor, Roseau, Dominica | Dominica   | 4 –0 | 4-0       | 2019-20 CONCACAF Liga de Naciones B |